# S-orbitala
S-orbitala je ena izmed štirih orbital, ki so razporejene okoli atomskega jedra. 
S-orbitala je najbližja jedru in lahko sprejme 2 elektrona. Je okrogle oblike in je enodelna.